# Carum caucasicum
Carum caucasicum är en flockblommig växtart som beskrevs av Pierre Edmond Boissier. Carum caucasicum ingår i släktet kumminsläktet, och familjen flockblommiga växter. Inga underarter finns listade i Catalogue of Life.